# Pingyuan, Meizhou
Pingyuan, även romaniserat Pingyün, är ett härad i staden Meizhou i provinsen Guangdong i sydöstra Kina.
Pingyuan är indelat i tolv köpingar (zhen).
- Bachi (八尺镇)
- Chagan (差干镇)
- Changtian (长田镇)
- Dazhe (大柘镇)
- Dongshi (东石镇)
- Hetou (河头镇)
- Renju (仁居镇)
- Rezhe (热柘镇)
- Shangju (上举镇)
- Shizheng (石正镇)
- Sishui (泗水镇)
- Zhongxing (中行镇)